# Sida wingfieldii
Sida wingfieldii är en malvaväxtart som först beskrevs av Paul Arnold Fryxell, och fick sitt nu gällande namn av Laurence J. Dorr. Sida wingfieldii ingår i släktet sammetsmalvor, och familjen malvaväxter. Inga underarter finns listade i Catalogue of Life.